# Spilopelia chinensis
La tórtola moteada, tórtola china, tórtola moteada oriental o  paloma de oriente (Spilopelia chinensis) es una especie de ave columbiforme de la familia Columbidae nativa del subcontinente indio y el sudeste asiático, llegando S. c. tigrina hasta las islas menores de la Sonda. Es un ave sedentaria muy común en esas regiones. La especie ha sido introducida en muchas partes del mundo, y se han establecido poblaciones asilvestradas. Anteriormente esta especie se incluía en el género Streptopelia junto a otras tórtolas, pero algunos estudios sugieren que se diferencian de los miembros típicos de ese género. Esta paloma tiene una larga cola color pardo claro, y una lista negra moteada en blanco en la parte posterior y los laterales del cuello. Las puntas de la cola son de color blanco y las coberteras alares tienen ligeras manchas de color beige. Hay considerables variaciones de plumaje entre las poblaciones en su amplia área de distribución. La especie se encuentra en los claros de bosques y jardines, así como en las zonas urbanas. Despegan del suelo con un aleteo sonoro y suelen planear hasta los posaderos.

## Descripción

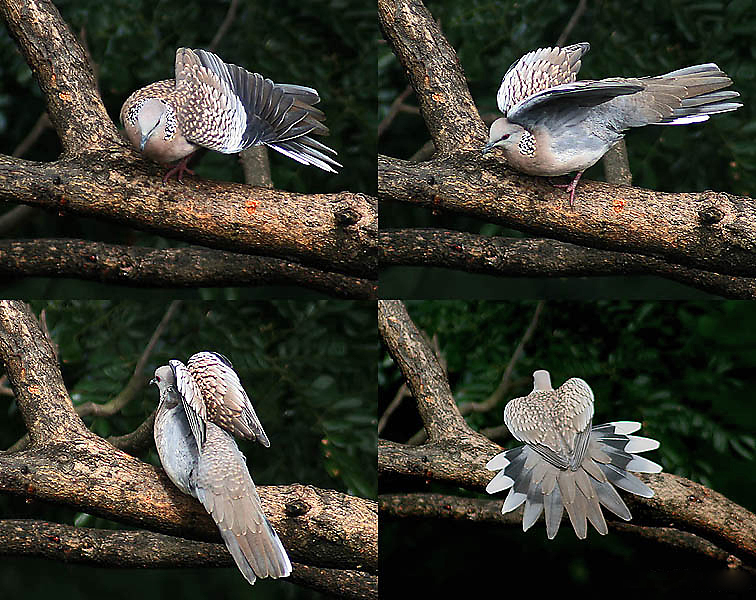
La subespecie suratensis realizando movimientos de confort.

El color de fondo del plumaje las partes inferiores de esta tórtola larga y esbelta es el beige rosado, con matices grises en la cabeza y el vientre. Presenta una lista a modo de medio collarín negro moteado en la parte posterior y los laterales del cuello, hecha de plumas negras bifurcadas y con manchas blancas en los dos extremos. La espalda tiene plumas de color marrón con manchas rojizas en las subespecie de la India y Ceilán. Las coberteras medias inferiores son de color gris parduzco. Las poblaciones indias tienen estas coberteras con manchas rosadas en el extremo, divididas por una raya de color gris oscuro que se ensancha a lo largo del eje. Las coberteras primarias son de color marrón oscuro. Las plumas de las alas tienen caras oscuras con bordes grises. El centro del abdomen y zona anal son de color blanco. 
Las plumas exteriores de la cola tienen la punta blanca y se hacen visibles cuando el ave despega. Ambos sexos son similares, pero los jóvenes son de tonos más apagados que los adultos, y no adquieren la lista del cuello hasta que son maduros. Su longitud varía desde 28 hasta 32 centímetros (11.2 a 12.8 pulgadas).
Los plumajes anómalos, tales como el leucismo, se pueden producir a veces en la naturaleza.

## Taxonomía

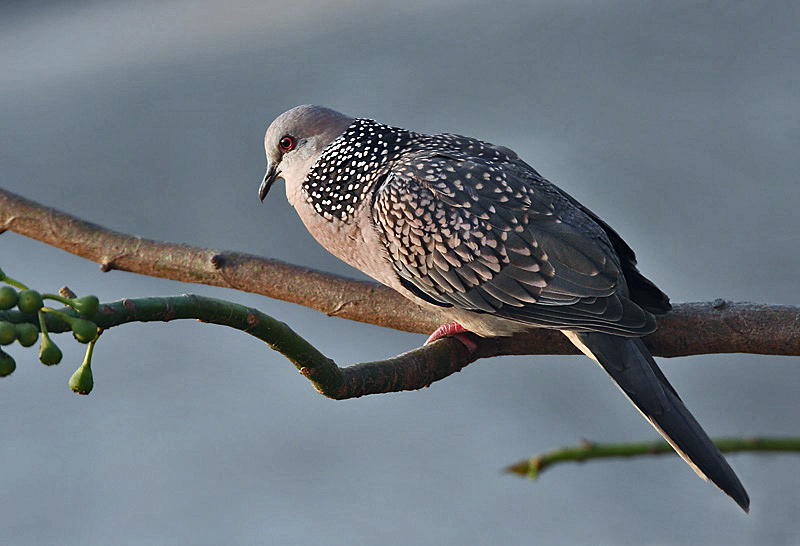
La subespecie suratensis (desde Calcuta) mostrando las manchas en la scubiertas de ss alas.

Esta especie fue anteriormente incluida en el género Streptopelia, pero un estudio de 2001 —basándose en la secuencia molecular, así como la vocalización— señaló que ésta, junto con Streptopelia senegalensis, sobresalía de los taxones restantes  en ese entonces incluidos en Streptopelia. Esto llevó a autores posteriores a separarlos en un género separado. Carl Jakob Sundevall erigió el género Stigmatopelia con el tipo senegalensis creando al mismo tiempo el género Spilopelia (para chinensis, suratensis y tigrina, luego tratados como especies separadas) en la misma página de su libro de 1872. Algunos autores utilizan Stigmatopelia argumentando que tiene prioridad, ya que aparece por primera vez en la página. Sin embargo, Schodde y Mason, en su catálogo zoológico de aves australianas, eligieron usar Spilopelia, sobre la base de la sección 24 (b) del Código ICZN que pospone la decisión a la del primer revisor.

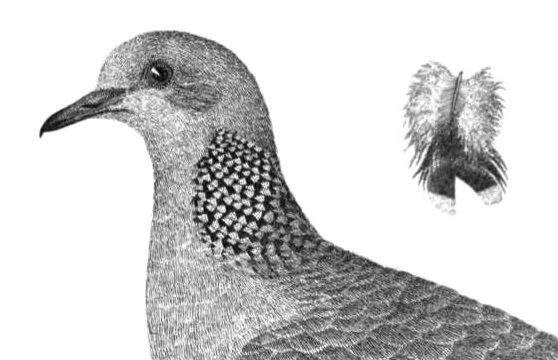
Las plumas bífidas en el cuello.

Se han propuesto varias subespecies por la variación plumaje y tamaño vistos en diferentes poblaciones geográficas. La forma nominal proviene de China (Cantón), que es también el origen de la población introducida en Hawái. La subespecie formosa de Taiwán está considerada como dudosa e indistinguible de la población nombrada. La población de la India suratensis (típicamente encontrada en Surat) y ceylonensis de Sri Lanka tiene manchas pelirrojas o beige finas en la parte posterior. Se observa una tendencia de reducción de tamaño con los especímenes del sur de la India haciéndose más pequeños, ceylonensis simplemente puede ser una parte de esta inclinación. También se detectó que los extremos de las coberteras de las alas menores y medianas son aterciopeladas. Las poblaciones más al norte y al este de la India carecen de estas manchas, como tigrina que también difiere en gran medida en las vocalizaciones de las variedades de la India. En la población de la isla de Hainan se sitúa hainana. Otros como vacillans (lo mismo que chinensis) y forresti (= tigrina) y edwardi (de Chabua = suratensis) han sido considerados no válidos.

## Distribución y hábitat

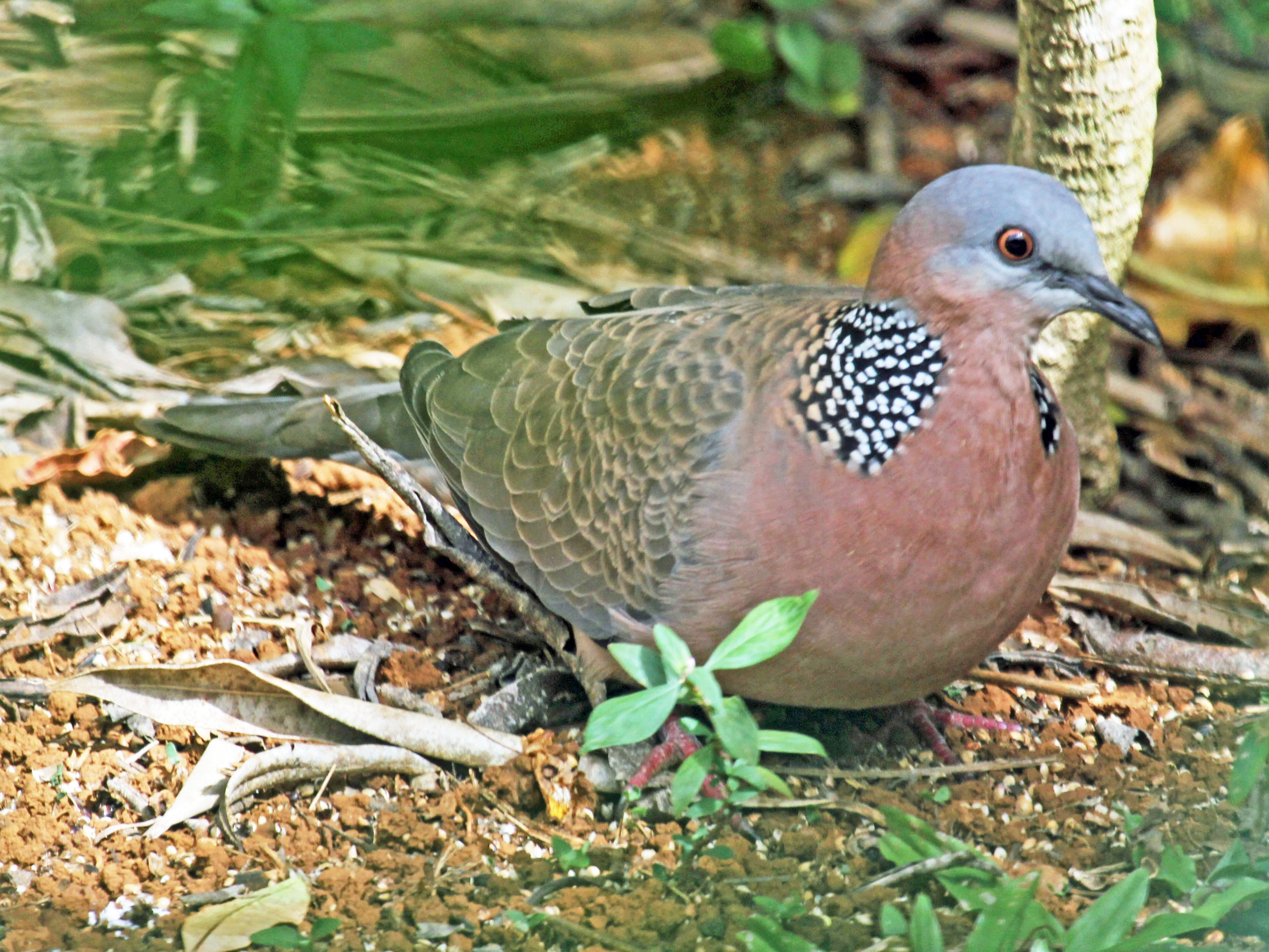
La subespecie chinensis (Hawái).

La paloma moteada, en su área de distribución natural en Asia, se encuentra en una amplia gama de hábitats, incluyendo bosques, matorrales, campos agrícolas y habitaciones. En la India tiende a encontrase en las regiones más húmedas, mientras que la tórtola senegalesa (Spilopelia senegalensis) es más común en las zonas más áridas. Estas tórtolas se encuentran principalmente en el suelo donde se alimentan de las semillas y los granos o de la vegetación baja.
La especie se ha establecido en muchas áreas fuera de su área de distribución natural. Estas áreas incluyen Hawái, el sur de California, Mauricio, Nueva Zelanda y Australia. Fueron introducidas en Melbourne (Australia), en la década de 1860 y se han extendido, a menudo reemplazando palomas nativas. Ellos ahora se encuentran en calles, parques, jardines, zonas agrícolas y matorrales tropicales en diversas localidades a lo largo de Australia. Las poblaciones originales parecen ser chinensis y tigrina en proporciones variables.

## Comportamiento y ecología

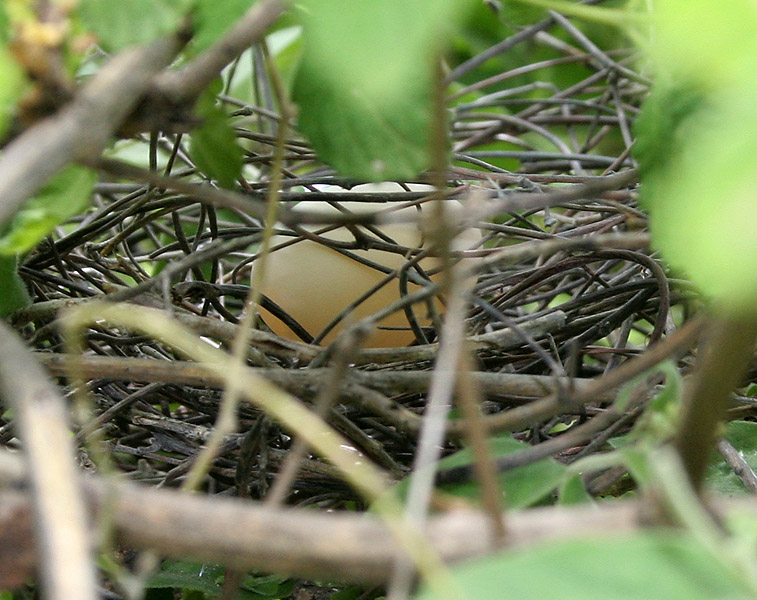
Nido con un huevo.

Las palomas moteadas se desplazan en parejas o en pequeños grupos, ya que se alimentan en el suelo para las semillas de la hierba, granos, frutos caídos y semillas de otras plantas. Sin embargo, pueden llevar ocasionalmente insectos y se ha registrado que se alimentan de termitas aladas. 
Su vuelo es veloz con aleteos regulares y algún batido de las alas sonoro ocasional. Su exhibición consiste en despegar de un ángulo pronunciado dar un fuerte aplauso con las alas y luego, lentamente, se desliza hacia abajo con la cola desplegada.
La época de reproducción es prolongada en las regiones cálidas, pero tiende a ser en verano en las zonas templadas. En Hawái se reproducen durante todo el año, al igual que todas las otras tres especies de palomas introducidas. Los machos arrullan, se inclinan y hacen exhibiciones aéreas durante el cortejo. En el sur de Australia, que se reproducen principalmente desde septiembre a enero, y en el norte en otoño. Anidan principalmente en vegetación baja, construyen una taza endeble de ramitas en el que ponen dos huevos blanquecinos. A veces, los nidos se colocan en el suelo o en los edificios y otras estructuras. Ambos padres participan en la construcción del nido, la incubación y alimentación de los jóvenes. Los huevos eclosionan después de unos 13 días, y criarse después de una quincena. Más de una cría puede elevarse.
Las vocalizaciones de la paloma moteada incluyen arrullos lentos con un «Krookruk-krukroo... kroo kroo kroo», con el número de «Kroos» terminales variando en la población indígena y ausente en tigrina y otras poblaciones al este.
La especie ha extendido su distribución en muchas partes del mundo. Algunas veces, las poblaciones pueden aumentar y disminuir rápidamente, en un lapso de aproximadamente cinco años. En las Filipinas, la especie puede competir con Streptopelia bitorquata. Su hábito de espantarse en el aire cuando se les molesta los hace un peligro en los campos de aviación, a menudo colisionando con las aeronaves y, a veces causando daños.